# Jane Barlow
Jane Barlow (Clontarf, 17 oktober 1856 – Bray, 17 april 1917) was een Ierse schrijfster die bekendstond om haar verhalen over het Ierse boerenleven, vooral in de omgeving van de dorpen Lisconnel en Ballyhoy.

## Levensloop

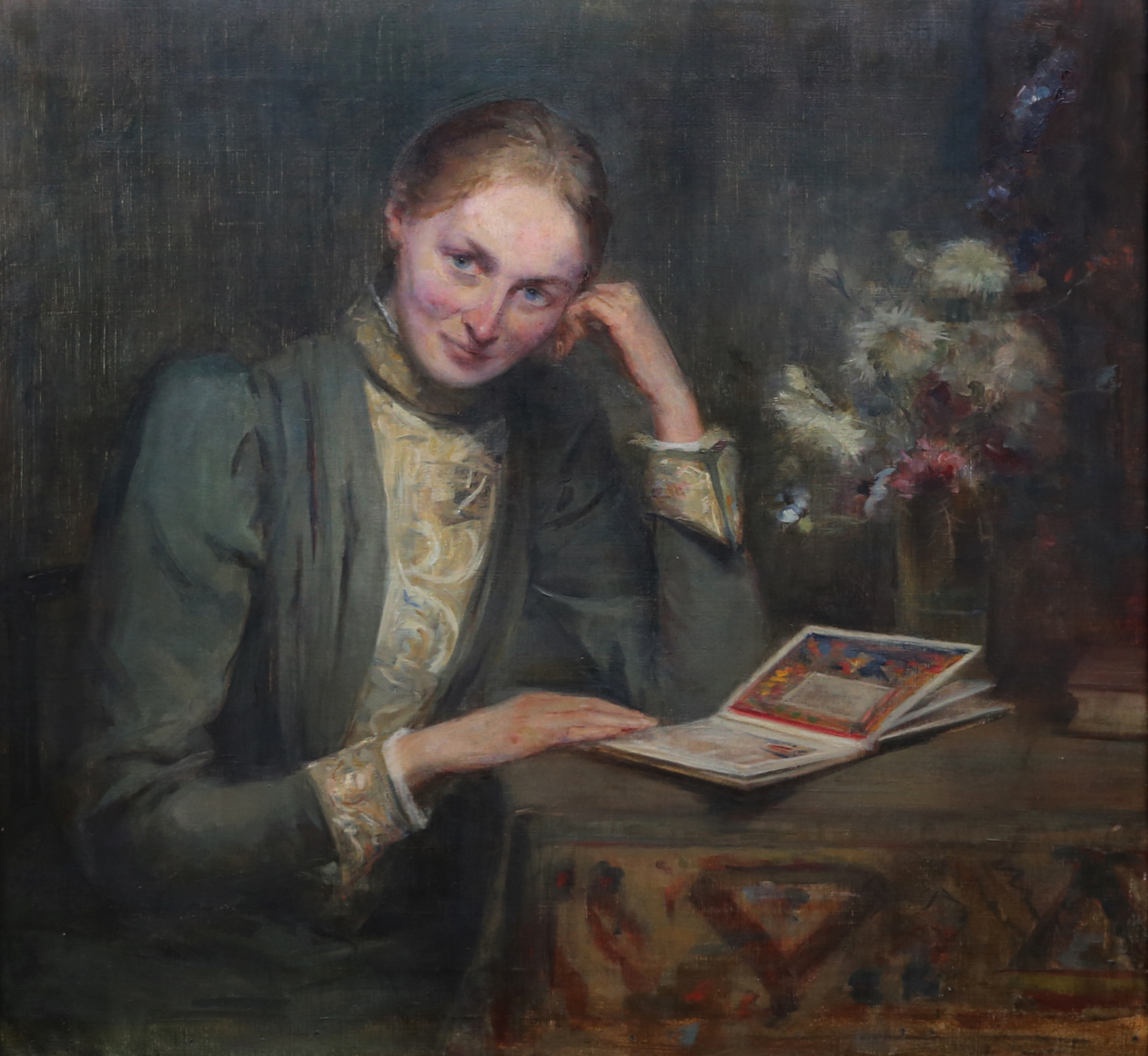
Jane Barlow geschilderd door haar vriendin, de Ierse kunstenares Sarah Purser, in 1894.

Jane Barlow was de dochter van predikant James William Barlow, die een hoge functie bekleedde bij Trinity College Dublin. Ze is geboren in Dollymount, Clontarf, Country Dublin, maar woonde voornamelijk in Raheny.
Ze was vriendinnen met de Ierse schrijfster Katherine Tynan.

## Werk
- History of a World of Immortals Without a God (1891), als Antares Skorpios
- Bog-land Studies (1892)
- Irish Idylls (1892)
- The End of Elfintown (Macmillan, 1894) – met illustraties door Laurence Housman
- Kerrigan's Quality (1894)
- The Battle of the Frogs and Mice (1894) — met illustraties door Francis Bedford
- Strangers at Lisconnell, a Second Series of Irish Idylls (1895)
- Mrs. Martin's company and other stories (1896)
- A Creel of Irish Stories (1897)
- From the East unto the West (1898)
- From the Land of the Shamrock (Methuen, 1900) (verhalenbundel)
- Ghost-Bereft (1901)
- The Founding of Fortunes (1902)
- By Beach and Bog Land (1905)
- Irish Neighbours (1907)
- The Mockers and Other Verses (1908)
- A Strange Land (Hutchinson, 1908), als Felix Ryark
- Irish Ways (1909)
- Doings and Dealings (1913)
- Between Doubting and Daring (1916)
- In Mio's Youth (1917)

- Gemeinsame Normdatei: 140353801
- International Standard Name Identifier: 0000 0000 7513 2498
- Library of Congress Control Number: n50017802
- Nationale bibliotheek van Australië: 35013874
- Nederlandse Thesaurus van Auteursnamen: 088067378
- SNAC: w6zp562p
- Système universitaire de documentation: 159708257
- Trove: 141427
- Virtual International Authority File: 1400149068355765730003